# Duomyia commonsi
Duomyia commonsi är en tvåvingeart som beskrevs av Mcalpine 1973. Duomyia commonsi ingår i släktet Duomyia och familjen bredmunsflugor. Inga underarter finns listade i Catalogue of Life.